# ژییتسی
ژییتسی (به صربی: Žiljci) یک منطقهٔ مسکونی در صربستان است که در بروس واقع شده‌است. ژییتسی ۴۲۷ نفر جمعیت دارد.